# Nedre Gärdessjön
Nedre Gärdessjön är en sjö i Ronneby kommun i Blekinge och ingår i Nättrabyåns huvudavrinningsområde. Sjön är 1,8 meter djup, har en yta på 0,045 kvadratkilometer och befinner sig 106,8 meter över havet.